# Kjosen (Ullsfjord)
Kjosen (også kaldt Kjosenfjorden, nordsamisk: Muotkevuotna, kvensk: Muotkalahti) er en fjordarm af Ullsfjorden i Tromsø og Lyngen kommuner i Troms og Finnmark fylke  i Norge. Fjorden går 14 kilometer mod øst mellem Lyngsalperne til bygden Kjosen i bunden af fjorden. Herfra er der ca. tre kilometer over ejdet mod øst til kommunecenteret Lyngseidet ved Lyngenfjorden
Fjordens indløb er mellem Hjellnesodden i sydvest og bebyggelsen Beinsnes i nordøst. Fra Storstraumen lige sydvest for Hjellnesodden går Sørfjorden videre mod syd. På sydsiden af fjorden ligger bygden Jøvik. På nordsiden af fjorden, lidt sydøst for Beinsnes ligger bygden Storsteinnes. 
Fjorden er omgivet af de høje og bratte Lyngsalperne. På nordsiden ligger Sofiatind (1.237 moh.), Sultind (1.083 moh), Tyttebærtind (1.177 moh.) og Kjostindan (1.495 moh) med Kjosbræen. På sydsiden ligger Durmålsfjellet (1.132 moh), Fornestind (1.477 moh), Forholtfjeldet (1.487 moh) og Rørnesfjellet (1.255 moh). 
Fylkesvej 91 går langs hele nordsiden af fjorden. På sydsiden går Fylkesvej 293 (Troms) til Fornes.